# Paul Harris Fellow
Il Paul Harris Fellow  o PHF è la più alta onorificenza istituita dal Rotary nel 1957 per ricordare il proprio fondatore Paul Harris.
Il riconoscimento viene attribuito, previo un versamento minimo simbolico da parte dei soci di un Club Rotary, occasionalmente anche da un Distretto, di 1.000 dollari, a tutti coloro, anche non soci, si siano distinti per l'impegno di servizio in iniziative umanitarie, sociali o culturali.
Il riconoscimento consta in una spilla, opera dell'artista Fiju Tsuda e un certificato. Chi riceve tale onorificenza usualmente è invitato a tenere una conferenza su di un tema correlato alle motivazioni del premio.

## Personalità premiate
- Jimmy Carter
- Boris Yeltsin
- James Lovell
- Pearl Bailey
- Riccardo Muti
- Andrea Bocelli
- Pupo
- Antonio Gerardi
- Federico Pupo
- Raffaele Diomede
- Sandro Farroni
- Alessandra Locatelli
- Salvatore Frega